# Unità di comando locale
L'unità di comando locale (comunemente chiamato UCL o anche AF/UCL, ovvero AutoFurgone/UCL) è una postazione mobile di comando e coordinamento del Corpo nazionale dei vigili del fuoco (CNVVF) in Italia.

## Funzioni ed utilizzo
Viene per la gestione di interventi che richiedono l'impiego di risorse consistenti in termini di mezzi e di uomini . Esso costituisce anche il mezzo in grado di mettere in contatto le squadre del CNVVF con rappresentanti degli altri enti e delle altre organizzazioni coinvolte nella gestione di interventi negli scenari più complessi. L'UCL può essere considerato una estensione delle sale operative dei comandi dei vigili del fuoco in quanto è integrato con la relativa parte di telecomunicazioni e di trasmissione dati.
La stessa postazione consente di facilitare azioni coordinate con le altre organizzazioni preposte al soccorso e permette di facilitare le operazioni del DTS (direttore tecnico del soccorso) previsto dalla direttiva del 2.5.2006 della Presidenza del Consiglio dei ministri.
Nella ricerca di persone disperse, per la possibile presenza in campo di un considerevole numero di enti ed organizzazioni, l'UCL rappresenta il punto di contatto tra gli stessi, essendo disponibili in questo ambito una serie di informazioni che possono consentire la pianificazione e la successiva gestione delle operazioni di soccorso. In questo caso ove risulta utile l'impiego della tecnologia e dei sistemi TAS (topografia applicata al soccorso) l'impiego dell'UCL può risultare indispensabile per l'attività di ricerca e soccorso alle persone disperse (SAR - search and rescue).

## Attrezzature ed equipaggiamento
L'UCL dei vigili del fuoco dispone, nella configurazione ordinaria, di sistemi di comunicazione radio e telefonici che permettono di effettuare i contatti con l'esterno, dispone inoltre di supporti informatici per la gestione e la elaborazioni di dati e di cartografie facendo ricorso a specifici programmi.

## Attività di rilievo
Un numero considerevole di UCL provenienti dai comandi dei vigili del fuoco d'Italia è stato utilizzato per mesi nelle attività di soccorso, recupero beni e ripristino di edifici danneggiati a seguito del terremoto dell'Aquila del 6 aprile 2009 e in seguito in altri gravi eventi calamitosi.